# Carlos Alvarado Lang
Pour les articles homonymes, voir Alvarado, Lang et Carlos Alvarado.
Carlos Alvarado Lang, né le 14 janvier 1905 à La Piedad de Cabadas, Michoacán au Mexique et mort le 3 septembre 1961 à Mexico, est un graveur et professeur mexicain. Il enseigne la gravure sur métal et est ensuite directeur de programme à l'Académie de San Carlos, de 1929 à 1949.

## Biographie
Carlos Alvarado Lang naît le 14 janvier 1905 à La Piedad de Cabadas, Michoacán au Mexique,. À 14 ans, il commence ses études à l'École nationale des beaux-arts, aujourd'hui la faculté d'Arts et de Design (es) de l'université nationale autonome du Mexique[réf. nécessaire].
Alvarado Lang étudie la gravure auprès du graveur Emiliano Valadéz à l'Académie de San Carlos à Mexico. En 1929, il succède à Emiliano Valadéz sur sa chaire. Après l'élargissement de l'offre de cours à l'Académie de San Carlos en 1930, il obtient la chaire de gravure sur métal. De 1942 à 1949, il est directeur de l'Académie de San Carlos. Il a de nombreux étudiants notables, parmi lesquels Lola Cueto.
À titre posthume, ses œuvres sont exposées à l'École nationale de Peinture, Sculpture et Gravure La Esmeralda (es) (1963) ; au musée d'Art moderne de Mexico (1971) ; le musée du palais des beaux-arts de Mexico (1981) et dans d'autres institutions notables.

## Collections
Les œuvres d'Alvarado Lang figurent dans de nombreuses collections de musées publics, notamment:
- Blanton Museum of Art, Austin, Texas, U.S.[5]
- Brooklyn Museum, Brooklyn, New York City, New York, U.S.[6]
- McNay Art Museum, San Antonio, Texas, U.S.[7]
- Metropolitan Museum of Art, New York City, New York, U.S.[8]
- Museo Nacional de Arte, Mexico City, Mexico[9]